# Przekopnica australijska
Przekopnica australijska (Triops australiensis) – gatunek skorupiaka przekopnicy z rodziny Triopsidae, zasiedlający środkową i południowo-wschodnią Australię. Osiąga do 6 cm długości ciała, które w obrysie przypomina kijankę. Przednią część ciała nakrywa gładki, spłaszczony, owalny karapaks, zaopatrzony w parę drobnych oczu, niską listewkę środkową i parę kolców tylnych. Koniec długiego, wielosegmentowego ciała wieńczą dwie długie wici.

## Taksonomia
Dawniej jako podgatunek tej przekopnicy zaliczano Triops sakalavus z Madagaskaru, status gatunku został mu jednak zwrócony w 2020. Jako synonimy uważano też do niedawna dwie inne australijskie przekopnice – Triops gracilis i Triops strenuus. Najnowsze badania wykazują też, że Triops australiensis może być w rzeczywistości zbiorową nazwą dla wielu odrębnych gatunków zamieszkujących Australię.

## Charakterystyka

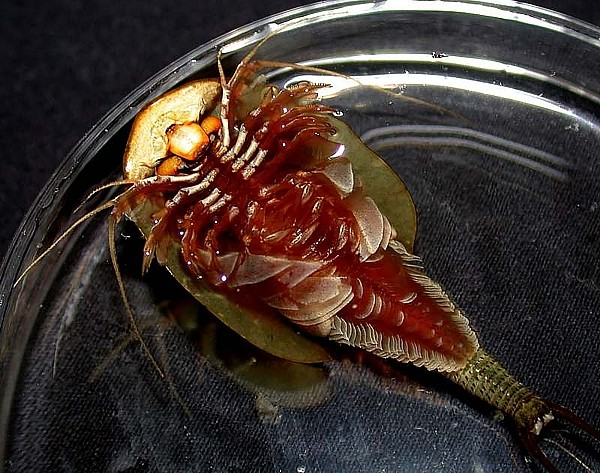
Przekopnica australijska od spodu

Triops australiensis zasiedla suche regiony australijskiego Outback oraz południowy wschód kraju. Jego jaja są odporne na wysychanie i podatne na roznoszenie przez wiatr i zwierzęta. W trakcie pory deszczowej z zalanych w tymczasowych zbiornikach wodnych i kałużach jaj wykluwają się larwy. Rosną one szybko i w ciągu kilku tygodni osiągają stadium dojrzałe, które w niedługim czasie składa w mule jaja.